# BwFuhrparkService

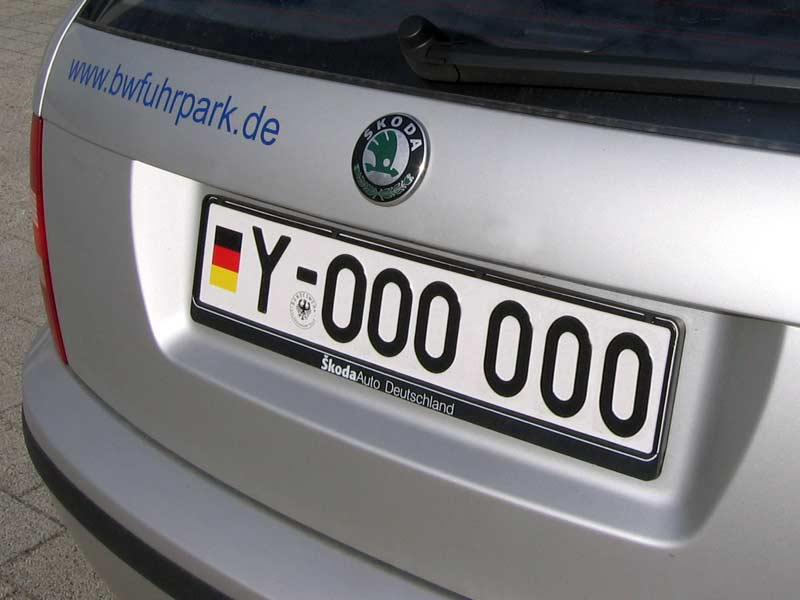
Heck eines durch die BwFuhrparkService GmbH bereitgestellten KFZ

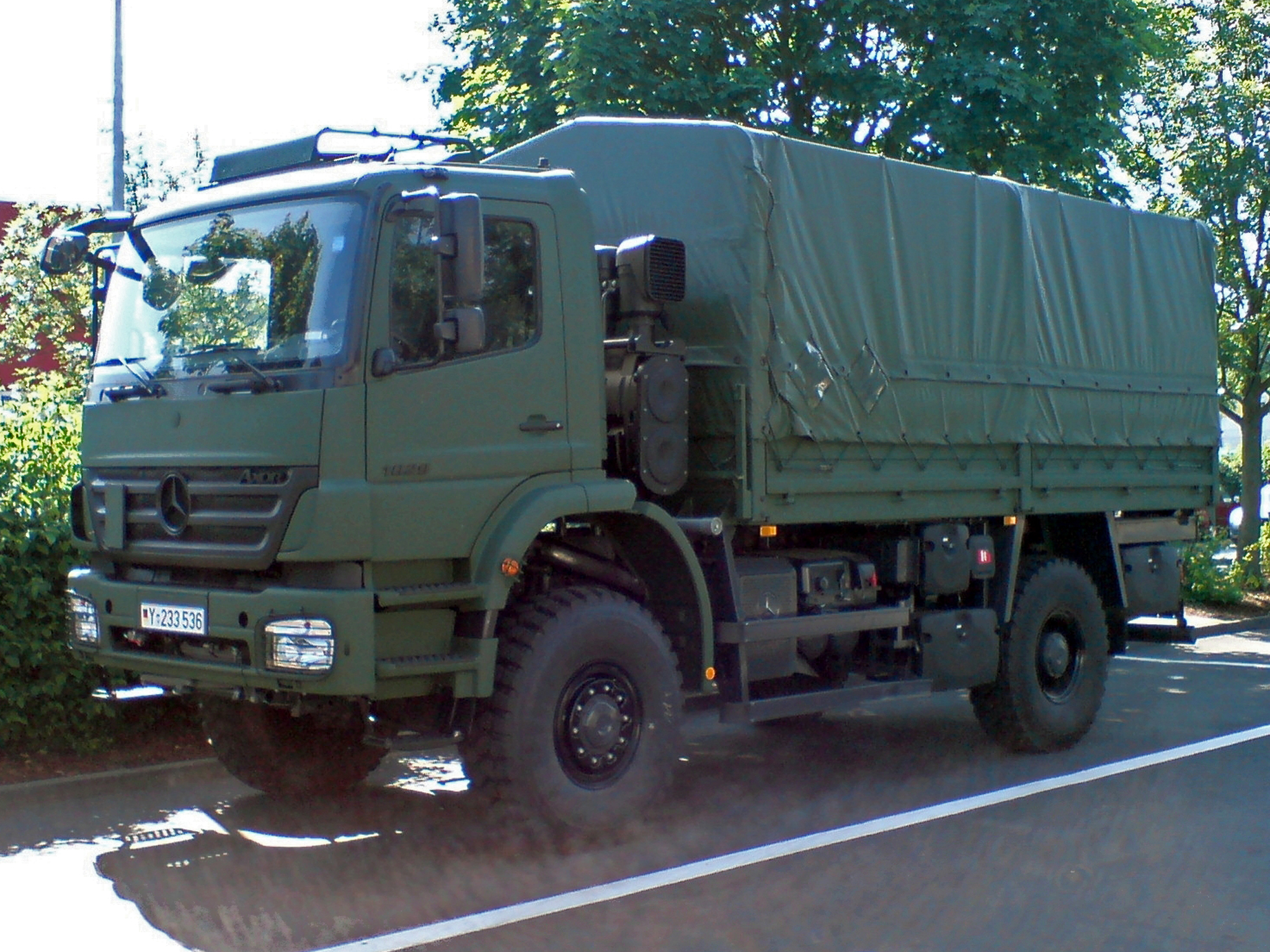
Mercedes-Benz Axor 1829 A 4×4. Lkw der Kategorie „handelsüblich mit militärischer Sonderausstattung“ (hümS). Zusammen mit dem MAN TGA 18.360 4×4 BB lösen sie die alten teilmilitarisierten Lkw der Bundeswehr ab

Die BwFuhrparkService GmbH ist das Fuhrpark-Dienstleistungsunternehmen für die Bundeswehr. Er nimmt teilweise auch die Aufgaben des Fahrdienstes des Deutschen Bundestages wahr.

## Struktur und Verwaltung
Das Unternehmen ist ein Staatsunternehmen der Bundesrepublik Deutschland. Die Anteile des Bundes werden zu 24,9 % mittelbar über die Deutsche Bahn und zu 75,1 % unmittelbar über das Bundesministerium der Verteidigung gehalten. Die BwFuhrparkService GmbH verwaltet auf der Grundlage von mehrjährigen Leistungsverträgen, die jeweils der Haushaltsausschuss des Deutschen Bundestages billigen muss, neben den zivilen (handelsüblichen) Alltagsfahrzeugen, LKW und Baumaschinen der Bundeswehr seit 2006 auch handelsübliche Fahrzeuge mit militärischer Sonderausstattung (hümS) und vermietet diese den Einrichtungen der Bundeswehr. Ende 2024 waren über 40.809 Fahrzeuge im Bestand der BwFuhrparkService GmbH. Da die BwFuhrparkService GmbH ein bundeseigenes Unternehmen ist, verbleiben die erwirtschafteten Gewinne beim Staat. Aus diesem Grunde ist der Gewinnanteil in der Miete auf 2,3 Prozent (der Selbstkosten) begrenzt. Die Mietpreise müssen einzeln vom Bundesamt für Ausrüstung, Informationstechnik und Nutzung der Bundeswehr genehmigt werden.
Die BwFuhrparkService GmbH wurde 2002 gegründet und hat ihre Unternehmenszentrale in Siegburg bei Bonn. Zur Erfüllung seiner Aufgaben verfügt das Unternehmen über 4 regionale Dispositionszentren und über 130 Servicezentren, Servicestationen und SB-Stationen.
Einsparungen sollen unter anderem durch den Ersatz der Fahrzeuge zum wirtschaftlich optimalen Ersatzzeitpunkt (WEZ) erreicht werden. Um dies sicherstellen zu können, schließt die BwFuhrparkService GmbH überwiegend Leasingverträge ab. 
Erfolgskontrollen gemäß § 7 BHO werden jährlich durch das Bundesministerium der Verteidigung durchgeführt, um den wirtschaftlichen Vorteil für die Bundeswehr zu überprüfen. Die Maßnahmenwirtschaftlichkeit wird regelmäßig durch den Bundesrechnungshof überprüft.
Die deutlichsten Unterschiede zwischen dem früheren Behördenfuhrpark und dem heutigen Fuhrpark sind die gestiegene Fahrzeugauslastung (durchschnittliche Laufleistung der PKW im Jahr 2001: 14.200 km; im Jahr 2010: 28.000 km) sowie das gesunkene Durchschnittsalter (PKW im Jahr 2001: 8,9 Jahre; PKW im Jahr 2010: 1,3 Jahre). Die Modernisierung der Flotte der handelsüblichen Fahrzeuge der Bundeswehr hat zu weiteren Sekundäreffekten geführt (Reduzierung des Rußpartikelausstoßes um 93 Prozent und des Ausstoßes von CO2 um 36 Prozent; Verbesserung von Ergonomie und Sicherheit; Erhöhung der Flexibilität durch schnellere Austauschzyklen).
Eine 2008 von der BwFuhrparkService GmbH durchgeführte Vergleichsrechnung (Grundlage: Vereinbarte Tarife der privaten Autovermieter im „Travelmanagement des Bundes“ bewertet mit dem Ist-Fahrprofil der Bundeswehr) ergab einen Kostenvorteil der BwFuhrparkService GmbH von 27 Prozent gegenüber den privaten Autovermietern.
Seit 2005 wird die BwFuhrparkService GmbH durch eine externe Zertifizierungsstelle nach der Qualitätsmanagementnorm ISO 9001 zertifiziert.

## Angebot
Kern des Geschäftsmodells ist die Vermietung und Bereitstellung von Fahrzeugen und die Erbringung von Fahrleistungen für anlassbezogene oder ständige Bedarfe zwischen wenigen Stunden (Kurzzeitnutzung) bis hin zu mehreren Jahren (Langzeitnutzung). Die BwFuhrparkService GmbH bietet der Bundeswehr folgende Leistungen an:
- Fahrzeugleasing für den Grundbedarf
- Vermieten von Fahrzeugen für den Spitzenbedarf
- Carsharing
- Flottenmanagement, wie z. B. Reparatur-, Schadens- und Tankkarten-Management, Überwachung gesetzlicher und Instandhaltungs-Fristen
- Reporting
- Beratung zu Fragen des Fuhrparks

Seit 2012 werden erstmals Fahrzeuge im Rahmen der KFOR an die luxemburgischen Streitkräfte vermietet, dies ist der erste externe Kunde neben dem Stammkunden Bundeswehr.

## Kritik und Kontroversen
Der Bundesrechnungshof und der Haushaltsausschuss des Deutschen Bundestages haben das Bundesministerium der Verteidigung mehrfach aufgefordert, für die bisher ausschließlich bei der BwFuhrparkService GmbH beauftragten Mobilitätsdienstleistungen einen größeren Wettbewerb zuzulassen, also auch bei Drittanbietern Fahrzeuge zu mieten. Befürworter einer Vollprivatisierung der Mobilitätsleistungen der BwFuhrparkService GmbH gehen noch weiter. Sie argumentieren, dass die BwFuhrparkService GmbH, als eine im Staatsbesitz befindliche Gesellschaft, die ohne Wettbewerbsdruck agieren kann, grundsätzlich eine geringere Motivation zur Steigerung der eigenen Binneneffizienz habe, als ein am freien Markt tätiges Unternehmen. Es läge daher nahe, dass die Leistung durch eine Beschaffung am freien Markt mit denselben positiven Effekten (Erneuerung der Fahrzeugflotte und Erhöhung der Fahrzeugverfügbarkeit zu einem niedrigeren Preis) erbracht werden könnte.
Dieser Position kann entgegengehalten werden, dass die BwFuhrparkService GmbH als Öffentliches Unternehmen selbst öffentlicher Auftraggeber ist und ca. 90 Prozent ihrer Leistung nach vergaberechtlichen Kriterien an private Dritte vergibt. Darüber hinaus sollen die Preise der BwFuhrparkService GmbH lediglich einen geringeren Gewinnzuschlag enthalten. Ferner erspart das Bundesministerium der Verteidigung für Fahrzeuge, die es über seine Eigengesellschaft anmietet, sowohl die Kfz-Steuer, als auch die Kfz-Versicherung (wegen der Zulassung mit Y-Kennzeichen), zudem kann der Bund bei seinem eigenen Unternehmen unmittelbaren Einfluss auf dessen Unternehmensziele nehmen.
Ein weiterer Kritikpunkt des Bundesrechnungshofes ist der hohe Bestand an Altfahrzeugen, die nach der ursprünglichen Absicht bis 2008 vollständig an die BwFuhrparkService GmbH übergeben werden sollten, 2011 aber immer noch von der Bundeswehr selbst verwaltet wurden. Über die Anzahl dieser im Durchschnitt ca. 25 Jahre alten Fahrzeuge besteht keine Einigkeit; der Bundesrechnungshof ging von insgesamt 72.000 Altfahrzeugen aus, während die Bundeswehr deutlich weniger Altfahrzeuge zählt. Nach Auffassung des Bundesrechnungshofes bestehen daher materielle und auch personelle Doppelstrukturen im Fuhrpark der Bundeswehr.